# Émile Speller
Émile Speller (ur. 7 października 1875 w Niederanven, zm. 17 stycznia 1952 w mieście Luksemburg) – luksemburski oficer w stopniu pułkownika, dowódca obrony Luksemburga podczas niemieckiej inwazji w 1940 roku.

## Życiorys
Urodził się 7 października 1875 roku w Niederanven. 1 czerwca 1902 roku rozpoczął służbę cywilną w Sądzie Wielkiego Księcia, mianowany na pomocnika przez wielkiego księcia Adolfa. Następnie służył jako adiutant wielkiego księcia Williama, regentki wielkiej księżnej Marii Anny, wielkiej księżnej Marii Adelajdy i wielkiej księżnej Szarlotty. 12 stycznia 1927 roku został awansowany do stopnia kapitana. 25 lutego 1937 roku został mianowany głównym dowódcą Corps des Gendarmes et Volontaires. 30 kwietnia 1937 roku został zarządzeniem ministra powołany na przewodniczącego komisji nadzorczej ds. edukacji leśnej 2 lutego 1938 roku został powołany do Wysokiego Sądu Wojskowego w Luksemburgu.
Zreorganizował wojska luksemburskie 24 lutego 1939 roku i służył jako ich dowódca podczas niemieckiej inwazji na Luksemburg 10 maja 1940 roku. Większość żołnierzy nie brała udziału w walkach, gdyż tylko ci, którzy zgłosili się na ochotnika do trzymania warty stacjonowali na granicy. Reszta pozostała w koszarach, pozostawiając obronę kraju Żandarmerii Wielkiego Księcia. Ogółem straty wyniosły sześciu rannych żandarmów i jednego rannego żołnierza. 22 żołnierzy (sześciu oficerów i 16 podoficerów) oraz 54 żandarmów zostało schwytanych.
Po inwazji Speller został na krótko uwięziony przez gestapo. Zwolniono go z aresztu, ale przez resztę okupacji był ściśle obserwowany. 3 marca 1945 roku powracający z wygnania i zreformowany rząd Luksemburga powołał Spellera do Rady Emerytalnej Armii w 1945 roku. 7 października rząd z mocą wsteczną uznał jego rezygnację ze służby datowaną na dokładnie pięć lat wcześniej. 9 sierpnia 1946 roku otrzymał honorowy awans na pułkownika. Kontynuował swoją służbę dla rządu jako szambelan Sądu Wielkiego Księcia. Zmarł w swoim domu w Luksemburgu 17 stycznia 1952 roku po długiej chorobie.